# Паразитоид

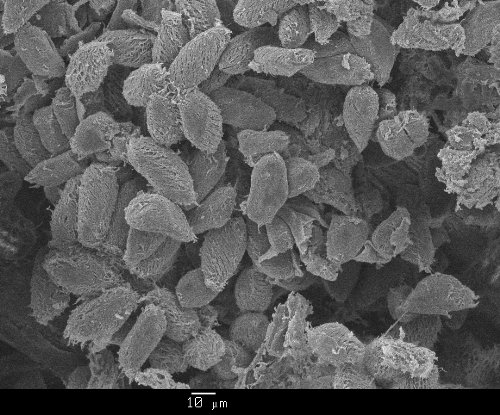
РЭМ-фотография инфузорий рода Collinia — эндопаразитоидов ракообразных

Паразитоид — организм, который проводит значительную часть своей жизни (в личиночной стадии), проживая на или внутри своего единственного хозяина, которого он постепенно убивает в процессе поедания. Таким образом, они подобны паразитам, за тем исключением, что паразиты не убивают хозяина. Взрослые стадии паразитоидов (имаго) — свободноживущие организмы.
Термин «паразитоид» был придуман в 1913 году шведско-финским энтомологом О. М. Рейтером (Reuter, 1913) и адаптирован в англоязычном варианте американским мирмекологом Уильямом Уилером.

## Систематика
Более 50 % паразитоидов относятся к отряду Перепончатокрылых (Hymenoptera). Самые важные паразитоиды в пределах этой большой группы — это наездники (Ichneumonidae, Braconidae, Proctotrupoidea, Platygastroidea и Chalcidoidea) и некоторые осы (Chrysidoidea: Bethylidae, Chrysididae, Dryinidae, а также Vespoidea), парализующие жертву. Есть паразитоиды и среди двукрылых (Diptera; особенно в семействах Tachinidae, Pipunculidae, Conopidae), жесткокрылых (Coleoptera: семейства Ripiphoridae и Rhipiceridae) и веерокрылых (Strepsiptera). Около 10 % всех насекомых являются паразитоидами.
По отрядам эти виды распределяются следующим образом:
- Число видов паразитоидов среди насекомых (87 000)
  - Hymenoptera (67 000)
  - Diptera (15 600)
  - Coleoptera (4000)
  - Neuroptera (50)
  - Lepidoptera (10)
  - Trichoptera (1).

Также паразитоиды известны среди следующих групп: нематоды, протисты, бактерии и вирусы (Eggleton et Gaston 1990).

## Типы паразитоидов
Классификация форм эндопаразитизма разработана на примере перепончатокрылых насекомых.
- Идиобионты (Idiobiont) — в итоге убивают хозяина (жертву) и, почти без исключения, живут вне хозяина.
- Койнобионты (Koinobiont) — позволяют хозяину продолжать его развитие и часто не убивают вплоть до окукливания или стадии имаго.
  - Эндопаразитоиды развиваются внутри хозяина (жертвы).
  - Эктопаразитоиды развиваются снаружи на теле хозяина.
- Гиперпаразитоиды, или паразитоиды высшего порядка (hyperparasitoid, secondary parasitoid).

## В фантастике
Тема паразитоидов активно используется в фантастических фильмах ужасов (широко известен Чужой, давший имя франшизе) и в компьютерных играх (например хедкраб в серии игр Half-Life).